# Caroline Aubert
Caroline Kœchlin, coniugata Aubert (Parigi, 20 aprile 1980), è un'ex cestista francese.

## Carriera
Con la Francia ha disputato i Campionati europei del 2005.